# Lien juridique
Pour les articles homonymes, voir Lien.
Un lien juridique, ou relation juridique, est un rapport entre deux personnes ou autres entités qui est régi par le droit, par exemple, entre deux individus ou entre un individu et un gouvernement. Les relations juridiques impliquent souvent des droits et des obligations. Parmi les exemples de relations juridiques figurent les contrats, le mariage et la citoyenneté. Comme pour d'autres concepts juridiques fondamentaux, de nombreuses manières de définir et de classer les relations juridiques ont été proposées.

## Signification
La capacité d'entrer dans des relations juridiques est une caractéristique déterminante de la personnalité juridique. Par exemple, avant l'abolition de la coverture aux États-Unis et au Royaume-Uni, les femmes mariées n'avaient pas la possibilité de nouer des relations juridiques. Il en allait de même pour les personnes asservies sous diverses formes d'esclavage, y compris dans la Rome antique et aux États-Unis avant 1865. Le lien entre la qualité de personne juridique et la capacité à nouer des relations juridiques, ou en particulier la capacité à avoir des droits juridiques, est apparu pour la première fois dans l'humanisme de la Renaissance et a ensuite été développé par des spécialistes du droit civil tels que Friedrich Carl von Savigny.

## Analyse
Dans la tradition du droit civil, le concept de lien juridique (iuris vinculum) a été utilisé dans les Institutes de Justinien pour définir une obligation comme « un lien juridique, avec lequel nous sommes liés par la nécessité d'accomplir quelque acte selon les lois de notre État ».
Dans les juridictions de common law, trois éléments sont nécessaires pour créer une relation contractuelle : l'offre et l'acceptation, la contrepartie et l'intention de créer des relations juridiques. En raison de cette troisième condition, un accord peut être inapplicable si un tribunal estime que des personnes raisonnables n'auraient pas eu l'intention de le rendre juridiquement contraignant, comme c'est souvent le cas dans les arrangements sociaux et domestiques.

## Théories
Au XIXe siècle, l'influent théoricien du droit pandectiste Friedrich Carl von Savigny a divisé les relations juridiques en quatre catégories : biens, obligations, héritage, et droit de la famille. Savigny incluait donc les relations juridiques entre les personnes et les choses, mais ne considérait pas les relations entre les personnes et les gouvernements comme des relations juridiques. Dans le système de Savigny, la question du choix de la loi devenait une question de savoir quel pays était le siège de la relation juridique concernée (Sitz des Rechtsverhältnisses),.
La théorie juridique de Savigny, dont la théorie des relations juridiques faisait partie, a influencé non seulement la tradition juridique continentale, mais aussi la pensée juridique britannique et américaine. Les théories des relations juridiques ne se sont toutefois pas développées dans les systèmes juridiques anglophones avant le XXe siècle.
Le juriste allemand Gustav Radbruch, écrivant en 1903, considérait la relation corrélative entre le droit et le devoir comme la "relation juridique abstraite". Dans l'approche de Radbruch, une relation juridique d'ordre inférieur est, par exemple, le droit d'un vendeur au prix d'achat corrélé à l'obligation de l'acheteur de payer ce prix. Le droit de l'acheteur sur les marchandises et l'obligation du vendeur de les livrer complètent ces relations juridiques d'ordre inférieur dans la relation juridique composite du contrat de vente, qui est à son tour incluse dans la relation juridique de plus haut niveau du droit privé.
Travaillant dans la tradition juridique marxiste, le juriste soviétique Evgeny Pashukanis a décrit la société capitaliste comme « une chaîne sans fin de relations juridiques ». Il rejette l'idée que les relations juridiques sont dérivées du droit, soutenant au contraire que les relations juridiques sont dérivées des relations économiques, et que même le droit public tire en fin de compte sa structure des relations économiques,. Pashukanis soutenait que les relations juridiques étant issues des relations matérielles capitalistes bourgeoises, et qu'il serait nécessaire de les maintenir pendant un certain temps dans le cadre de la Nouvelle politique économique, mais qu'elles seraient finalement remplacées par le non-droit du socialisme. Cette position a été influente dans les années 1920 mais a conduit à sa condamnation lors de la Purge stalinienne de 1937.